# Musca sorbens
Musca sorbens, bazaar fly hoặc eye-seeking fly là một họ hàng thân cận và rất giống với ruồi nhà (Musca domestica). Nó được tìm thấy ở vùng nhiệt đới và cận nhiệt đới của châu Phi, châu Á và khu vực Thái Bình Dương. Nó sinh sống ở những nơi có chất thải, đặc biệt là phân người, và là vật trung gian truyền bệnh chính của bệnh mắt hột, nguyên nhân chính gây mù lòa.

## Đặc điểm
Bazaar fly được tìm thấy ở các khu vực của Châu Phi, Châu Á và khu vực Thái Bình Dương. Chúng có thể sinh sản và phát triển nhiệt độ từ 16 đến 40 °C (61 đến 104 °F), với 28 °C (82 °F) là tối ưu, và độ ẩm trên 85%. Chúng xuất hiện nhiều hơn độ cao thấp và trung bình, và vào mùa hè thì nhiều hơn mùa đông.

## Vòng đời
Sau khi giao phối, những con ruồi cái tìm những nơi thích hợp để đẻ trứng. Chúng bị thu hút bởi phân người nhất trên mặt đất (chúng sẽ không sinh sôi nảy nở trong nhà vệ sinh). Nếu không có phân người, phân của các động vật khác sẽ để thay thế. Ấu trùng phát triển trong phân và chết nếu chất thải khô hoặc trở nên quá nóng. Khi phát triển, ấu trùng biến thành nhộng, trải qua sự biến thái hoàn toàn, và thoát kén chui ra thành ruồi trưởng thành. Thời gian từ khi trứng đến lúc trưởng thành của con trưởng thành trung bình là chín ngày.
Bazaar fly là một loài sinh sôi mạnh: Về mặt lý thuyết, nếu tất cả con cái của nó sống sót thì một con ruồi duy nhất ở 28 °C (82 °F) có thể sản sinh ra 17.8 triệu con trong vòng mười một tuần. Chất lượng của những con trưởng thành đang phát triển (được đo bằng chiều rộng đầu) tốt hơn khi sống ở phân người so với phân các động vật khác; những con ruồi lớn này có khả năng sinh sôi nảy nở hơn và có cuộc sống lâu hơn và sinh ra nhiều con hơn.

## Mối quan hệ với con người

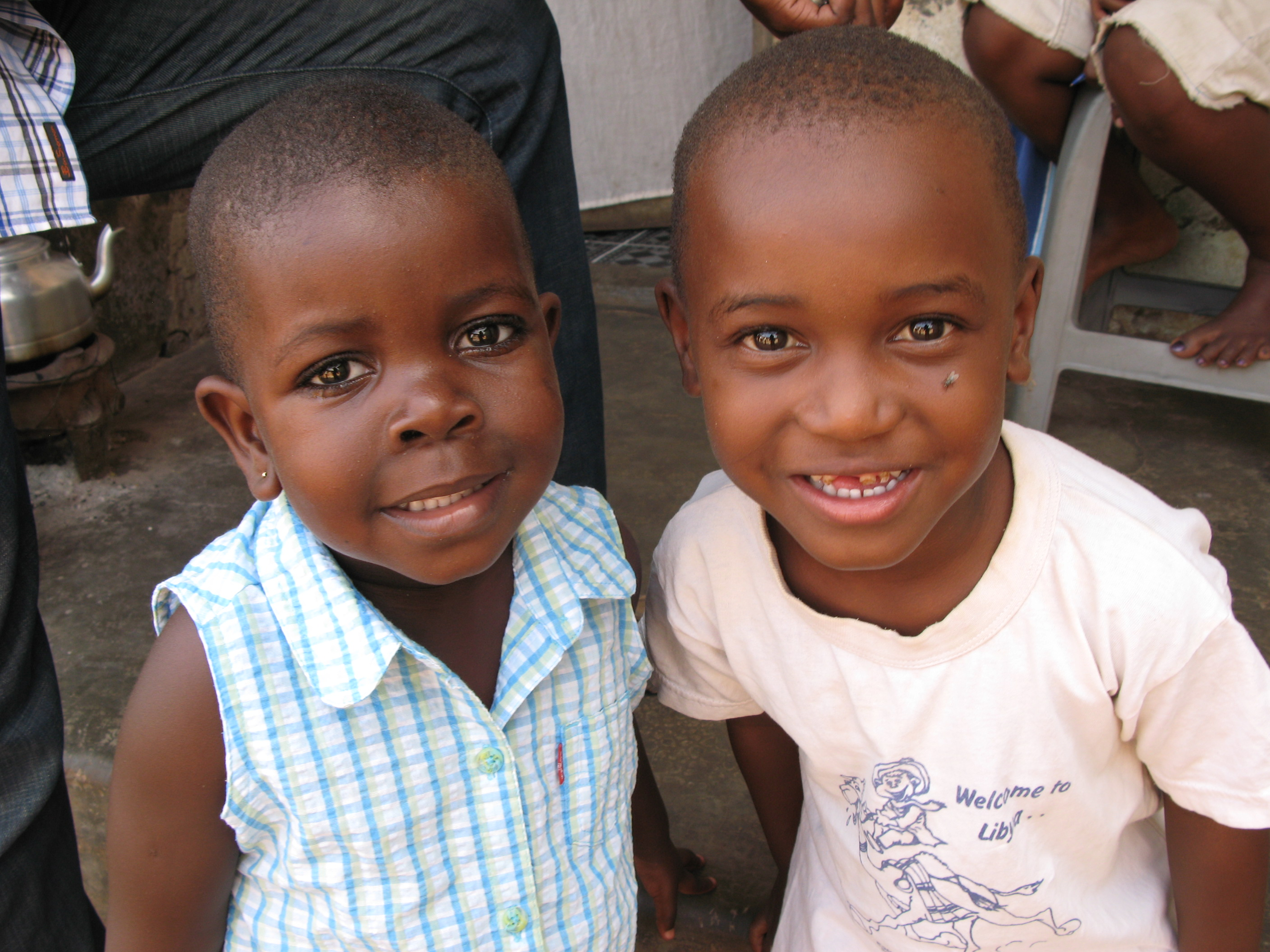
Bazaar fly là vật trung gian truyền bệnh chính gây bệnh mắt hột

Chúng sống gần con người; nó có thể tìm thấy ở châu Phi và châu Á. Nó không có ở châu Mỹ. Chúng gây ra sự phiền toái, làm phiền mọi người nghỉ ngơi và tại nơi làm việc, nhưng họ chủ yếu ghét vì thói quen đậu trên khuôn mặt của người (đặc biệt là xung quanh mắt) và trên da ướt đẫm mồ hôi, và tìm ra dịch tiết của cơ thể và các vết thương.
Chúng là vật trung gian truyền bệnh mắt hột, một loại bệnh do vi khuẩn Chlamydia trachomatis gây ra, có thể gây mù. Các nghiên cứu ở Gambia cho thấy trẻ nhỏ là nơi chứa chính của vi khuẩn, và chúng là vật trung gian truyền bệnh chính của gây nhiễm bệnh đau mẳt hột. Trên khắp thế giới, đau mắt hột dẫn đến sự suy giảm thị giác của hơn hai triệu người và mù lòa là 1,2 triệu người, và là nguyên nhân chính gây mù lòa có thể phòng ngừa được.